# Изреър
Изреър Еърлайнс, по-често наричана Изреър, е израелска нискотарифна авиокомпания със седалище в Тел Авив. Тя извършва вътрешни редовни и въздушни полети от международно летище Бен Гурион, летище Рамон и летище Хайфа, както и редовни и чартърни международни полети от международното летище Бен Гурион до Европа и Азия. Авиокомпанията извършва също VIP полети и е втората по големина авиокомпания в Израел след Ел Ал, изпреварвайки израелските авиолинии „Аркиа“ по време на пандемията от коронавирус, като наема около 350 служители.

## История

### Основаване и ранни години
Изреър Еърлайнс е създадена през 1989 г. като „Kanfei HaEmek“, преди да промени името си на Изреър Еърлайнс през 1996 г. Авиокомпанията е изцяло собственост на Rami Levi Group. Авиокомпанията започва с вътрешни полети от летище Ейлат, международно летище Бен Гурион, летище Сде Дов и летище Хайфа в северната част на Израел. Тя разширява дейността си, за да започне международни чартърни полети през 1999 г., изграждайки маршрутна мрежа, която покрива голяма част от Европа. Извършват се и редовни полети до други дестинации в Азия, Африка и Северна Америка. Твърди се, че авиокомпанията следва модела на американския нискотарифен превозвач JetBlue.
Авиокомпанията разширява операциите си чрез полети над Атлантическия океан, когато през юни 2004 г. започва редовната си чартърна услуга до международното летище Джон Ф. Кенеди в Ню Йорк. През месец май 2006 г. е дадено разрешение на авиокомпанията да превърне тази чартърна услуга в редовна услуга от израелското правителство. Тази услуга е преустановена през септември 2008 г. поради ескалиращите цени на горивата и очакванията за спад в броя на пътниците поради слабостта на долара по това време. След като Изреър получава разрешение да извършва редовни услуги по доходоносния маршрут Ню Йорк – Тел Авив, авиокомпанията започва преговори както с Боинг, така и с Еърбъс относно придобиването на нови самолети за своя флот и замяната на съществуващите си самолети. Твърди се, че компанията преговаря с Еърбъс за модела A350. Изреър подписва сделка за придобиване на самолети Еърбъс A320. Това е важна стъпка в израелската авиация, тъй като никоя израелска авиокомпания досега не е купувала самолети Еърбъс. През април 2008 г. авиокомпанията получава Еърбъс A330 за своите полети в Ню Йорк, за да замени самолетите Боинг 767, които преди това е давала на мокър лизинг. Изреър междувременно спира полетите до Ню Йорк и оттогава премахва всички самолети за полети на дълги разстояния.
В началото на 2007 г. авиокомпанията обявява плановете си да въведе Sky-Torah надписи на всеки от своите самолети. На практика това са надписи на Тора, които да се носят на борда на самолета, за да бъдат използвани от еврейските пътници за молитва. Това е първото за която и да е израелска авиокомпания и се възприема от мнозина като средство за привличане на много пътници към авиокомпанията в момент, когато те демонстрират голямо недоволство от големия си съперник, Ел Ал, след полета им със самолети в Шабат. По-късно през 2007 г. пътник на Изреър обявява, че завежда дело срещу авиокомпанията за погрешно рекламиране на пространството между седалките, което предлагат в своя самолет.
В началото на 2008 г., когато са премахнати ограниченията за дестинациите на израелските авиокомпании, Изреър кандидатства за статут на определен превозвач по маршрути от Израел до Лондон, Париж, Берлин, Москва, Амстердам, Рим, Будапеща, Лас Вегас и Маями – някои от които са дестинации обслужвани от авиокомпанията тогава като чартърни маршрути.
От 23 ноември 2014 г. израелският авиопревозвач изпълнява целогодишни полети от Варна до Тел Авив 2 пъти седмично. От 7 декември 2014 г. стартират сезонни полети от Летище София до Тел Авив.

### Последващо развитие
Изреър получава първия от двата поръчани самолета ATR 72 в началото на юли 2011 г., за да замени ATR 42, като вторият пристига месец по-късно. През 2014 г. авиокомпанията отчита загуби от 18,4 милиона шекела. На 25 май 2015 г. Еърбъс A320-200 на Изреър е конфискуван от португалските власти, докато е в Лисабон, заради неплатени дългове към португалската авиокомпания Евроатлантик Еъруейс за договор за лизинг през 2008 г. Също през май 2015 г. Ел Ал потвърждава, че води преговори за сливане на своето дъщерно дружество Sun D'Or в Изреър. Докато Sun D'Or бъде разпуснат, Ел Ал вместо това ще спечели акции в Изреър.
През октомври 2020 г. е обявено, че компанията се продава на търг, а офертите трябва да бъдат подадени до 8 ноември. На 4 октомври първата оферта е подадена от Рами Леви и Шалом Хаим чрез BGI Investments. На 13 октомври базираната в Дубай NY Koen Group, ръководена от Наум Коен, обявява намерението си да участва в търга.

## Флот
Към август 2024 г. флотът на Изреър се състои от следните самолети:
| Тип самолет     | Брой самолети | Поръчани | Пътниковместимост | Бележки |
| --------------- | ------------- | -------- | ----------------- | ------- |
| Еърбъс A320-200 | 8             | 0        | 180 170 168       |         |
| Общо            | 8             | 0        |                   |         |

## Инциденти и аварии
- През юни 2001 г. един от самолетите ATR 42-320 на авиокомпанията е повреден след тежко кацане на летище Бен Гурион. Въпреки че самолетът е отписан, няма пострадали пътници при този инцидент.[23]
- На 6 юли 2005 г. напълно натоварен Изреър 767 случайно рулира върху активна писта на летище Джон Ф. Кенеди, а товарен самолет Дългас DC-8 едва избягва сблъсък, като излита с максимална скорост над тях.[24]
- През май 2007 г. самолет на авиокомпанията по време на тестов полет е почти свален от израелски изтребители F-16, след като навлиза в демаркационна зона, където се очаква авиокомпаниите да се идентифицират.[25]
- По-късно същия месец, на 23 май, полет на Изреър трябва да направи аварийно кацане след натрупване на дим в кабината при подход на международното летище Берлин-Шьонефелд. Няма пострадали при инцидента.[26]
- През юли 2008 г. самолет на Изреър прелетява от летище Ейлат до международно летище Бен Гурион с малка дупка в рамката. Дупката е открита от механици в Бен Гурион и има продължаващо разследване дали Изреър е знаел или не за дупката, която, както се оказва, е била причинена от работници на Изреър в Ейлат, когато са се разбили с мобилно стълбище в корпуса на самолета. Самолетът е трябвало да лети за Италия от Тел Авив и на височина над 10 000 метра най-вероятно самолетът е щял да претърпи декомпресия.[27]